# Enchastrayes
Enchastrayes – miejscowość i gmina we Francji, w regionie Prowansja-Alpy-Lazurowe Wybrzeże, w departamencie Alpy Górnej Prowansji.

## Demografia
Według danych na rok 1990 gminę zamieszkiwały 474 osoby, a gęstość zaludnienia wynosiła 11 osób/km². W styczniu 2015 r. Enchastrayes zamieszkiwało 420 osób, przy gęstości zaludnienia wynoszącej 9,7 osób/km².